# Đông Cảng, Đan Đông
Đông Cảng (chữ Hán giản thể: 东港市, Hán Việt: Đông Cảng thị) Là một thành phố cấp huyện trực thuộc địa cấp thị Đan Đông, tỉnh Liêu Ninh, Cộng hòa Nhân dân Trung Hoa. Thành phố Đông Cảng nằm ở đông nam của Liêu Ninh, nguyên là huyện Đông Câu và được nâng thành thành phố cấp huyện ngày 18 tháng 6 năm 1993. Thành phố này có diện tích 2496 km2, dân số 640.000 người. Mã số bưu chính của Đông Cảng là 118300. Chính quyền nhân dân thành phố Đông Cảng đóng ở nhai đạo Đại Đông. Thành phố Đông Cảng được chia thành 3 nhai đạo biện sự xứ, 15 trấn và 1 hương dân tộc. Các đơn vị này lại được chia thành 245 ủy ban thôn, 17 uỷ ban xã khu cư.
- Nhai đạo biện sự xứ: Đại Đông, Tân Thành, Tân Hưng, Thập Tự.
- Trấn: Cô San, Tiền Dương, Trường Sơn, Bắc Tỉnh Tử, Ỷ Khuyên, Hoàng Thổ Khảm, Mã Gia Điếm, Bồ Tát Miếu, Long Vương Miếu, Tiểu Miếu Tử, Trường An, Thang Trì, Tân Nông, Hắc Câu.
- Hương dân tộc Mãn Hợp Long